# 地球遺産の旅
『地球遺産の旅』（ちきゅういさんのたび）は、BSジャパンと一部独立UHF局で放送されていた紀行番組・教養番組である。全17回。BSジャパンでは2011年4月19日から同年9月27日まで、毎週火曜 20:00 - 21:00 （日本標準時）に放送。

## 概要
2011年3月までテレビ東京で放送されていた『天空散歩』の方式で世界各国の歴史と史跡を紹介。当時テレビ東京のアナウンサーだった大岡優一郎がナレーターを務めていた。一部にては世界遺産とは全く無関係である。
番組タイトルの表記はメディアによって異なり、BSジャパンの公式サイトでは「Love Earth 地球遺産の旅」と、番組表上では「地球遺産の旅〜Love Earth」と表記されている。レギュラー放送の終了後にはBSジャパンの公式サイトも後者の表記を用いている。
レギュラー放送の終了後にもたびたびBSジャパンで再放送されており、2012年2月18日（土曜） 21:00 - 22:55 に同局で放送された総集編『地球遺産の旅スペシャル〜Love Earth』も繰り返し再放送されている。

## ラインアップ
（）内の日付は、いずれもBSジャパン初回放送時のもの。
- フランス（4月19日）
- タイ（4月26日）
- スイス（5月3日）
- ベトナム（5月10日）
- ハンガリー（5月17日）
- ベネズエラ（5月24日）
- チェコ（6月7日）
- ポーランド（6月14日）
- マルタ（6月21日）
- ポルトガル（6月28日）
- オーストリア（7月12日）
- スペイン（8月2日）
- イタリア（8月9日）
- フィリピン（8月23日）
- アルゼンチン（9月6日）
- スリランカ（9月20日）
- クロアチア（9月27日）
- 総集編（2012年2月18日）

## 放送局
| 放送対象地域 | 放送局     | 系列                          | 放送日時           | 放送期間                       | 備考                     |
| ------------ | ---------- | ----------------------------- | ------------------ | ------------------------------ | ------------------------ |
| 日本全域     | BSジャパン | テレビ東京系列 BSデジタル放送 | 火曜 20:00 - 21:00 | 2011年4月19日 - 2011年9月27日  | 製作局                   |
| 奈良県       | 奈良テレビ | 独立UHF局                     | 水曜 08:30 - 09:25 | 2011年10月12日 - 2012年1月11日 | イタリアの回まで放送     |
| 岐阜県       | 岐阜放送   | 独立UHF局                     | 金曜 19:00 - 19:54 | 2011年10月14日 - 2012年2月17日 | アルゼンチンの回まで放送 |